# Höllviken
Höllviken è una cittadina (tätort) che si trova nel comune di Vellinge, Scania, Svezia con 10.014 abitanti al 2005. La sua posizione è nelle vicinanze sia di Malmö che del Ponte di Øresund che collega la Svezia alla Danimarca.
La cittadina è una località popolare per le vacanze estive nel nord Europa, per via delle sue spiagge sabbiose e dei siti storici ce risalgono all'epoca vichinga. La penisola su cui si trova la cittadina divide due mari: l'Öresund e il Mar Baltico.
Prima degli anni '60, la penisola durante l'estate era popolata per lo più dai ricchi uomini d'affari della regione di Malmö.

## Sport
Le seguenti squadre sportive hanno sede a Höllviken:
- FC Höllviken, nato nel 1933 come Höllvikens GIF fino al cambio di denominazione avvenuto il 7 dicembre 2011